# The Forest Is My Throne
The Forest Is My Throne ist die zweite Demoaufnahme der norwegischen Metal-Band Satyricon. Sie erschien 1993 auf Kassette und wurde 1995 zusammen mit der Demoaufnahme Yggdrasill der Viking-Metal-Band Enslaved wiederveröffentlicht.

## Entstehung
Im Gegensatz zu All Evil übernahm Satyr die Komposition und „bereinigte“ Satyricons Stil, der zuvor Death- und Thrash-Metal-Elemente aufwies und sich nun stärker am aufkommenden nordischen Black Metal orientierte. Musik und Texte wurden 1992 von Satyr geschrieben und am 27. und 28. März 1993 in Skoklefald aufgenommen. Auf der Beilage des Originals werden Lemarchand (Bass und Akustikgitarre) und Frost (Schlagzeug) als Gastmusiker erwähnt, auf der Wiederveröffentlichung werden nur Satyr und Frost erwähnt und bei letzterem verschwiegen, dass er damals noch Gastmusiker war.
Für die Wiederveröffentlichung wurde am 15. und 17. Oktober 1995 zusätzlich The Night of the Triumphator als Tribut an einige von Satyricons Vorreitern aufgenommen.

## Titelliste
1. Black Winds – 07:07
2. The Forest Is My Throne – 05:00
3. Min hyllest til vinterland (Skogsvandring i mørket) – 05:24

## Musikstil und Texte
Im Gegensatz zum vorigen Demo sind die Death- und Thrash-Metal-Elemente in den Hintergrund gerückt. Seker vom Webzine Global Domination beschreibt den Stil als black-metal-beeinflussten Folk Metal mit epischem Liedaufbau; die Stücke seien aber eher Riff-Collagen als gut geschriebene Kompositionen. Laut der Band selbst half The Forest Is My Throne, Satyricon eine eigene Form zu verleihen, Seker zufolge fand die Band jedoch erst mit ihrem zweiten Album The Shadowthrone ihren eigenen Stil. Das Gitarrenspiel ist „ätherisch und schwebend“, die Riffs sind typisch für Black Metal der 1990er und bewegen sich zwischen „Celtic Frosts chromatischen Biegungen und Bathorys epischem Galopp“. Auch Schlagzeuger Frost verglich den Stil mit Bathory. Der Bass folgt größtenteils dem Gitarrenspiel. Der Stil „entspricht ziemlich dem, was man von Satyricons Frühwerk erwarten würde“. Die Texte drehen sich um „Wälder, Schlösser, Schlösser im Wald, etc.“, wie bei frühen Aufnahmen der Band üblich.

## Gestaltung
Das Cover der Kassette stellt Satyr mit Corpsepaint und einer Fackel im Wald dar. Bei der Wiederveröffentlichung wurde das Cover von einem Rahmen umgeben, der mit Flammen und dem Logo der Band verziert wurde.

## Rezeption
Seker vom Webzine Global Domination zufolge ist die Produktion „großartig“, es sei jedoch schade, dass die Band noch nicht die passenden kompositorischen Fähigkeiten gehabt habe. Die Tempowechsel seien unbeholfen und stellenweise peinlich; für eine groove-lastige Band wie Satyricon könnte dies der Todeskuss sein, Satyr schaffe es jedoch, die Kompositionen mit seinem Gefühl für Melodien zu retten, und Frost tue sein bestes, um die Musik vom Kollaps während der unbeholfenen Tempowechsel zu retten. Er bevorzuge den melodischen Stil auf Nemesis Divina gegenüber dem epischen dieser Aufnahmen, sie seien jedoch hörenswert, wenn auch nur aus historischen Gründen. Seker bezeichnete die Produktion als roh, aber gut zu dem Material passend; dieses sei gut, aber nicht so gut wie ihr Debüt Dark Medieval Times oder der Nachfolger The Shadowthrone, und die Veröffentlichung sei kein guter Start für Leute, die die Band nicht kennen. Herjulf vom Vönger Musikmagazin bezeichnete The Forest Is My Throne als „Pflichtveranstaltung“. „Mit einem etwas besseren Sound hätten sich die beiden alten Stücke ‚Black Winds‘ und ‚The Forest Is My Throne‘ sicherlich auch auf ‚Dark Medieval Times‘ gut gemacht.“ Er hätte es jedoch bevorzugt, „wenn man statt dem Enslaved-Zeug eben doch ‚All Evil‘, das erste Demo, mit draufgepackt hätte. Auch wenn es sicherlich nicht ganz ‚repräsentativ‘ für Satyricon ist, wie Herr Wongraven im Booklett meint (es wurde in anderer Besetzung eingespielt); - jedenfalls hätte ich mir dann immerhin das Geld für dieses beschissene ‚All Evil Baroeg‘-Bootleg sparen können.“ K.Huckins von Deadtide.com zufolge sind die Lieder ziemlich gut und zeigen, dass die Band eigenständig sein würde; Frosts Schlagzeugspiel sei teilweise unbeholfen, was zeige, dass er einmal menschlich gewesen sei. Irritierend sei nur das lange Instrumentalstück Min hyllest til vinterland.